# Boschitestella donaldi
Boschitestella donaldi is een slakkensoort uit de familie van de Orbitestellidae. De wetenschappelijke naam van de soort werd in 1994 voor het eerst geldig gepubliceerd door Robert Moolenbeek.